# Affaire des disparus de Fontainebleau
L'affaire des disparus de Fontainebleau, dite aussi « des fiancés de Fontainebleau », est une affaire criminelle française non élucidée qui débute le 31 octobre 1988.

## Déroulement
Pendant le week-end de la Toussaint, le lundi 31 octobre 1988, Gilles Naudet et Anne-Sophie Vandamme, un jeune couple de 25 ans, ainsi que leur chien Dundee - jeune Berger des Pyrénées - sont portés disparus après être parti en balade dans la forêt de Fontainebleau, à la limite entre l'Essonne et la Seine-et-Marne, lors d'une belle journée ensoleillée, à l'ouverture de la chasse. Après plus de deux mois de recherches infructueuses, les corps dissimulés sous des branchages sont finalement découverts le 10 janvier 1989.
Gilles Naudet était caissier dans une agence bancaire, et Anne-Sophie Vandamme était assistante sociale, fille de René Vandamme, maire de Voisins-le-Bretonneux. Ils avaient projeté de se marier, et venaient d'acquérir leur petit chien Dundee.

## Enquête
L'enquête établit que les victimes et leur chien ont été abattus de plusieurs balles, tirées par deux armes différentes, dont l'une à un calibre de 22 long rifle qui n'est pas une arme de chasse autorisée. Le chien a été frappé par un coup placé au défaut de l'épaule alors que les deux amants ont été abattus à bout portant de 3 balles dans la tête. L'état des corps et de la bruyère les dissimulant indique que ceux-ci ont été déposés peu avant leur découverte. Les cadavres auraient été conservés quelque part en extérieur pendant les mois qui ont suivi leur mort, avant d'être finalement légèrement camouflés dans la forêt, deux jours après l'abandon des recherches par la gendarmerie. 
Le 17 mai 1989, une centaine de chasseurs sont interrogés. Malgré plusieurs pistes évoquant la responsabilités de chasseurs ou de braconniers, l'enquête n'aboutit pas et le dossier est classé pendant une décennie. 
En 1999, après 10 ans d'enquête, un appel téléphonique met les gendarmes sur la piste de trois braconniers, dont Cédric, un jeune homme de 27 ans, mineur au moment des faits, qui reconnait le double homicide, qu'il aurait perpétré avec son père et un de ses amis nommé Marcel. Le suspect se rétracte cependant par la suite avant d'être acquitté en novembre 2001, en raison des nombreuses zones d'ombres demeurant dans le dossier. En l'absence de nouvelle piste, les faits sont donc prescrits en 2011, laissant l'affaire non élucidée à ce jour.